# Hetes
Hetes là một thị trấn thuộc hạt Somogy, Hungary. Thị trấn này có diện tích 26,63 km², dân số năm 2010 là 1161 người, mật độ 44 người/km².